# Rina Akter
Rina Akter és reconeguda com la millor dona inspiradora de Bangladesh. Rina Akter és una antiga treballadora sexual bengalí. Ha estat reconeguda a la llista de les 100 Dones més inspiradores del 2020 publicada per la BBC el 23 de novembre de 2020 pel seu treball per servir a les treballadores sexuals a Dacca. La sexualitat, les treballadores sexuals i el "treball sexual" segueixen sent temes tabú a la societat, el que no es pronuncia en la societat "educada".

## Vida personal
Quan tenia només vuit anys, un parent la va vendre a un bordell. Rina Akter va créixer en un bordell i inevitablement es va convertir en treballadora sexual. Des de llavors, Rina Akter va passat un període significatiu de la seva vida a la prostitució. Actualment treballa per millorar la vida d'altres treballadores sexuals. És la secretària d'organització de l'organització de treballadores sexuals 'Durjan Nari Sangha'.
Durant la pandèmia del COVID-19, Rina Akter va estat proporcionant àpats regulars a unes 400 treballadores sexuals setmanalment, ella mateixa diu que va fer tot el possible per evitar que les treballadores es morissin de fam.